# Basdorf (Rheinsberg)
Basdorf ist ein Ortsteil der Stadt Rheinsberg in Brandenburg.

## Geographische Lage
Basdorf liegt 12 Kilometer westlich des Hauptortes als Straßendorf in einer Waldrodung. Nachbarorte sind Neuglienicke, Wallitz und Gadow.

## Geschichte
Basdorf wurde erstmals 1375 urkundlich erwähnt. Nach einem Brand im Jahr 1525 wurde das Dorf erst im Jahr 1753 wieder besiedelt.
Nach der Wende war Basdorf mit 28 Einwohnern die kleinste selbständige Gemeinde des neugegründeten Landes Brandenburg. Am 26. Oktober 2003 wurde Basdorf in die Stadt Rheinsberg eingemeindet.

## Verkehr und Infrastruktur
Basdorf ist nur über eine kleine Stichstraße zu erreichen. Diese Straße ist bis heute nicht asphaltiert und mit Straßenfahrzeugen nur schwer zu befahren. Ein Ausbau der Straße scheitert bisher an Eigentumsstreitigkeiten.
Während der Bundestagswahl 2017 erhielt Basdorf Aufmerksamkeit in den Medien: Mit 23 Wahlberechtigten bildet Basdorf einen der kleinsten Wahlbezirke Deutschlands. Da sich 18 Wahlberechtigte für die Briefwahl entschieden haben, ist das Wahllokal mit sechs Wahlhelfern lediglich für die fünf verbliebenen Wahlberechtigten geöffnet.